# کیتلر
کیتلر (آلمانی: Kettler) شرکت تجهیزات ورزشی آلمانی است، که در سال ۱۹۴۹ تأسیس شد.